# Arvid Posse

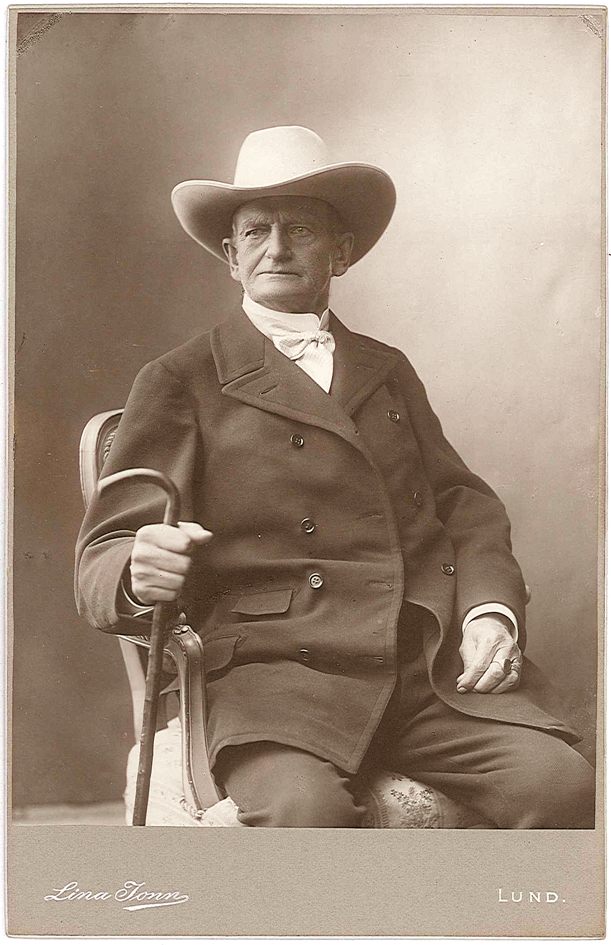
Arvid Posse

Graf Arvid Rutger Fredriksson Posse (* 15. Februar 1820 auf Schloss Rosendal, Gemeinde Helsingborg; † 24. April 1901 in Stockholm) war ein schwedischer Politiker und Ministerpräsident von Schweden (Sveriges Statsminister).

## Studium und berufliche Laufbahn
Posse absolvierte ab 1835 ein Studium der Rechtswissenschaften an der Universität Lund, das er 1840 abschloss. Anschließend wurde er Richteraspirant am Hovrätt und den Bezirksgerichten von Skåne län und Blekinge. Danach wurde er zum Stellvertretenden Bezirksrichter (Vice Häradshövding). 1846 wurde er zunächst zum Beamten am Appellationsgericht und dann ein Jahr darauf zum Richter am Appellationsgericht ernannt.
1849 schied er aus dem Richterdienst aus, um sich auf seinem Gut Charlottenlund der Landwirtschaft sowie anderen Unternehmen zu widmen.

## Politische Laufbahn

### Reichstagsabgeordneter
Posse begann seine politische Laufbahn 1856 mit der Wahl zum Adelshaus im Reichstag der Stände, wo er bis 1858 die Interessen des Adels vertrat. Während dieser Zeit war er außerdem Vorsitzender des Bankenausschusses (Bancoutskottet).
Im Adelshaus war er später von 1862 bis 1863 auch Vorsitzender des Bewilligungsausschusses (Bevillningsutskottet), wo er ein starker Befürworter des Freihandels war. Als Abgeordneter war er ein Gegner der Reform des Wahlrechts, weil er dadurch eine Einschränkung der Stimmanteile der Großgrundbesitzer befürchtete.
Im Adelshaus von 1865 bis 1866 war er Vorsitzender des Regierungsausschusses (Statsutskottet) und befürchtete als solcher bei Inkrafttreten der Wahlrechtsreform eine schlechte Zukunft für Schweden durch die zukünftigen Mehrheiten von Bauern im Parlament. Zugleich war er von 1865 bis 1868 Präsident des Bezirksrates von Malmöhus län.
Ungeachtet seiner vorherigen heftigen Kritik wurde er auf der ersten Sitzung des nur noch auch aus zwei Kammern bestehenden Reichstages 1867 von dessen Unterhaus zum Sprecher der Agrarier und damit praktisch zum Mehrheitsführer der ersten Kammer, der er bis 1881 als Vertreter der Verwaltungsbezirke Herrestad und Ljunit bei Ystad angehörte.
Aus dieser Agrariergruppe heraus entstand unter seinem Vorsitz bereits 1867 die Partei der Landmänner (Lantmannapartiet), die rasch in Opposition zur Regierung stand. Für eine lange Zeit blieb Posse unbestritten das prominenteste und einflussreichste Mitglied des Reichstages.
Von 1867 bis 1875 war er erneut Vorsitzender des Regierungsausschusses sowie im Sonderparlament von 1871 Stellvertretender Vorsitzender des Wahlausschusses (Särskilda Utskottet).

### Parlamentssprecher und Ministerpräsident
Nach der Regierungsreform von 1876, die dazu führte, dass Schweden zukünftig nur noch einen Ministerpräsidenten als Verantwortlichen für die Regierungsgeschäfte hatte, wurde er am 20. März 1876 Sprecher des Unterhauses.
Nach dem Rücktritt von Ministerpräsident Louis De Geer wurde er am 19. April 1880 schließlich selbst Ministerpräsident von Schweden (Sveriges Statsminister). Zugleich war er vom 7. Dezember 1880 bis zum 8. März 1881 Finanzminister.

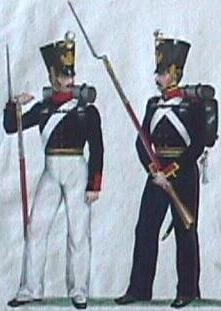
Zeichnung von Soldaten, die dem Einteilungswesen unterlagen, in Uniformen von 1830

Als Ministerpräsident oblag ihm nun die Lösung von wichtigen Aufgaben, die seit der Parlamentsreform von 1867 bestanden und zum Rücktritt De Geers geführt hatten.
Zum einen bedurfte das Jahrhundertealte Einteilungswerk der Armee einer Reform, da die traditionelle Struktur die Bauern zu sehr belastete. Zum anderen war eine Reform der Grundsteuern (Grundskatter) notwendig, die indirekt auch mit dem Einteilungswesen zu tun hatte. Zunächst schien eine Lösung der Probleme möglich, insbesondere weil er mit der Unterstützung der alten Parteifreunde rechnete.
1883 stellte seine Regierung die Vorhaben im Reichstag vor, die insbesondere eine schrittweise Reform der Grundsteuern sowie die Einführung einer freiwilligen Berufsarmee mit staatlicher Besoldung vorsah. Überraschenderweise erhielt er jedoch nicht die nötige Unterstützung des Oberhauses, da insbesondere die Partei der Landmänner die Reform ablehnte.
Aus diesem Grund trat Posse am 13. Juni 1883 als Ministerpräsident zurück.

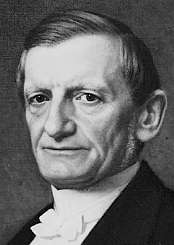
Arvid Posse (Gemälde von Amalia Lindegren, 1891)

### Spätere Ämter
Nach seinem Rücktritt als Ministerpräsident war er von 1883 bis 1889 Präsident des Verwaltungsappellationsgerichts.
Von 1882 bis 1890 gehörte er der Ersten Kammer des Reichstages als Vertreter der Provinz Süd-Kalmar an, hielt sich jedoch zunehmend aus den wichtigen tagespolitischen Entscheidungen heraus. Allerdings stimmte er während des Streits zwischen den Befürwortern von Freihandel auf der einen und von Protektionismus auf der anderen Seite, gegen die Einführung von Getreidezölle.
Darüber hinaus wurde er bereits 1879 zum Mitglied der Königlich Schwedischen Akademie für Land- und Fortschaft gewählt. Daneben war er seit 1878 Ehrenmitglied der Königlichen Physiographischen Gesellschaft in Lund sowie seit 1880 der Königlichen Gesellschaft der Marineoffiziere.

## Sonstiges
Posses Nichte Sigrid Lindström (geb. Posse) (1856–1946) überlebte 1912 den Untergang der RMS Titanic als Passagierin Erster Klasse.